# Соколов, Сергей Леонидович
Серге́й Леони́дович Соколо́в (18 июня (1 июля) 1911, Евпатория, Таврическая губерния, Российская империя — 31 августа 2012, Москва, Россия) — советский военачальник, Маршал Советского Союза (1978), министр обороны СССР (1984—1987). Кандидат в члены Политбюро ЦК КПСС с апреля 1985 по июнь 1987 года, член ЦК КПСС (1968—1989). Герой Советского Союза (1980).
Являлся самым пожилым из всех Маршалов Советского Союза и единственным, достигшим возраста 100 лет.

## Биография

### Детство и довоенная служба
Сергей Леонидович Соколов родился 18 июня (1 июля) 1911 года в городе Евпатория Таврической губернии Российской империи, в семье служащего.
После революции в 1918 году семья перебралась в уездный городок Котельнич Вятской губернии, где прошли ранние годы будущего маршала. Окончил девятилетнюю школу в 1927 году. Трудовую деятельность начал в 1927 году упаковщиком посуды в райпотребсоюзе, затем оказался в числе переведённых на ответственную комсомольскую работу. В 1930—1932 годах — освобождённый секретарь комсомольской организации промкомбината механических мастерских в районном доке, позднее избран членом бюро райкома комсомола. Член ВКП(б)-КПСС в 1937—1991 годах.
В рядах Красной армии с мая 1932 года. По комсомольской путёвке получил право поступления в Горьковскую бронетанковую школу. Успешно пройдя вступительные испытания, был зачислен в училище курсантом (май 1932 — ноябрь 1934), командовал взводом и ротой. С отличием пройдя курс армейской подготовки, на прохождение дальнейшей службы направлен на Дальний Восток в танковые войска, где командовал взводом, ротой и отдельным батальоном. Участник боёв на озере Хасан (1938), где командовал танковой ротой. За проявленное мужество награждён медалью «За Отвагу».
Член ВКП(б) с 1937 года.

### Великая Отечественная война
В Великую Отечественную войну вступил в июне — сентябре 1941 года. Начальник штаба танкового полка, участник боёв на Западном фронте.
С октября 1941 года — старший помощник начальника, а с апреля 1942 года — начальник отдела Автобронетанкового управления РККА, с июня 1942 года — начальник штаба этого управления, с января 1943 по март 1944 года начальник 1-го отдела автобронетанкового управления Карельского фронта. За умелое и инициативное руководство боевой подготовкой и боевой деятельностью АБТУ Карельского фронта награждён орденом Красной Звезды.
В марте — сентябре 1944 года — командующий бронетанковыми и механизированными войсками 32-й армии того же фронта. Участвовал в обороне и освобождении советского Заполярья, проявил личное мужество и высокие организаторские способности в управлении бронетанковыми войсками. Полковник (9 сентября 1943 года).

### Послевоенная служба

#### На старших и высших должностях
В 1947 году окончил Военную академию бронетанковых и механизированных войск имени И. В. Сталина. После окончания академии с ноября 1947 года — командир танкового полка, в мае 1948 — декабре 1949 года — начальник штаба танковой дивизии. В 1951 году окончил Высшую военную академию имени К. Е. Ворошилова. С января 1952 года — командир 14-й гвардейской механизированной дивизии, генерал-майор танковых войск (3 августа 1953 года). С декабря 1954 года — начальник штаба 3-й гвардейской механизированной армии (с апреля 1957 — 18-я гвардейская армия).
С марта 1958 года — командующий 18-й гвардейской общевойсковой армией, генерал-лейтенант (25 мая 1959 года). В январе 1960 — июле 1964 годов — начальник штаба — первый заместитель командующего войсками Московского военного округа, генерал-полковник (13 апреля 1963 года). С июля 1964 года — первый заместитель командующего, а с октября 1965 года — командующий войсками Ленинградского военного округа.
С апреля 1967 года — первый заместитель Министра обороны СССР. Воинское звание генерала армии было присвоено 12 апреля 1967 года, а 17 февраля 1978 года ему было присвоено звание Маршал Советского Союза.

#### Война в Афганистане
Один из руководителей действий советских войск в Афганистане. В 1980—1985 годах, не оставляя занимаемую должность, был руководителем Оперативной группы Министерства обороны СССР в Афганистане. Формально осуществлял взаимодействие между советскими и афганскими войсками, фактически планировал ведение боевых действий афганской армии и Ограниченного контингента советских войск. Указом Президиума Верховного Совета СССР от 28 апреля 1980 года «за личное мужество и умелое управление войсками, проявленные при оказании интернациональной помощи Демократической Республике Афганистан» Маршал Советского Союза Соколов был удостоен звания Героя Советского Союза (медаль «Золотая Звезда» № 11438 с вручением второго ордена Ленина).
Кандидат в члены ЦК КПСС (1966—1968). Член ЦК КПСС (1968—1989). Кандидат в члены Политбюро ЦК КПСС с апреля 1985 по июнь 1987 года.

#### Министр обороны СССР
22 декабря 1984 года, после смерти Дмитрия Устинова, назначен на должность Министра обороны СССР.
Выступал на XXVII съезде КПСС в начале марта 1986 года, где со стандартной риторикой времён «Холодной войны» обвинил США в гонке вооружений.
Снят с должности Михаилом Горбачёвым 30 мая 1987 года после полёта Матиаса Руста.
Депутат Верховного Совета СССР VII—XI созывов.

### После ухода с должности министра
С июня 1987 года по июль 1989 года — генеральный инспектор Группы генеральных инспекторов Министерства обороны СССР, затем — старший этой Группы (в должности оставался вплоть до её расформирования в январе 1992 года). При увольнении в отставку в 1992 году награждён именным пистолетом. Некоторое время являлся советником Главнокомандующего Объединёнными Вооружёнными силами СНГ, с сентября 1992 года — советник при Министерстве обороны России.
С начала 1990-х годов осуществлял координацию деятельности общественных организаций по делам ветеранов воинской службы, участвовал в работе комиссий по подготовке и проведению мероприятий в связи с памятными событиями военной истории Отечества: в 1994 году возглавил Фонд 50-летия Победы. 5 августа 2000 года Указом Президента Российской Федерации № 1441 утверждён в состав Российского организационного комитета «Победа» и избран заместителем председателя этой организации. С 2002 года возглавлял Клуб ветеранов-военачальников при Московском Доме ветеранов войн и Вооружённых сил.
1 июля 2011 года Соколов отметил 100-летний юбилей. Президент России Дмитрий Медведев направил юбиляру поздравительную телеграмму, а министр обороны РФ Анатолий Сердюков лично поздравил Сергея Леонидовича, вручив ему ценный подарок.
После создания в 2008 году Службы генеральных инспекторов Министерства обороны Российской Федерации — ведущий аналитик (генеральный инспектор) службы до конца своих дней.
Последним публичным выступлением Сергея Соколова стало написание весной 2012 года предисловия к монографии министра образования Украины историка Дмитрия Табачника «Полководцы Украины: сражения и судьбы», в котором он выразил своё концептуальное видение развития российско-украинских отношений.
31 августа 2012 года Сергей Соколов скончался на 102-м году жизни. За два дня до этого скончалась его супруга Мария Самойловна. Друг, маршал авиации Александр Ефимов, умер от сердечного приступа в тот же день, 31 августа 2012 года, узнав о его смерти. Соколов и его супруга Мария Самойловна похоронены 3 сентября 2012 года на Новодевичьем кладбище.

## Семья
Старший брат Серафим Леонидович Соколов (1909 — ?) — старший политрук, с 1931 года служил на флоте. Участник Великой Отечественной войны, комиссар береговой базы 1-й бригады подводных лодок Балтийского флота в Лиепае. В июле 1941 года попал в плен и, вероятно, погиб в плену. 
Жена Мария Самойловна Соколова (19 декабря 1920 — 29 августа 2012) — участница Великой Отечественной войны.
Сыновья:
Валерий Соколов (30 сентября 1940 — 14 ноября 2021) — генерал-полковник в отставке, преподаватель на командно-штабном факультете Военной академии Республики Беларусь.
Владимир Соколов (род. 21 января 1947) — генерал-полковник в отставке, в годы Афганской войны был начальником штаба 40-й армии.

## Награды

### Награды Российской Федерации
- Орден «За заслуги перед Отечеством» II степени (21 июня 2001 года) — за большой вклад в укрепление обороноспособности страны и активную работу по патриотическому воспитанию молодёжи[22];
- Орден «За заслуги перед Отечеством» III степени (30 июня 1996 года) — за заслуги перед государством и большой личный вклад в развитие и реформирование Вооружённых сил Российской Федерации[23];
- Орден «За заслуги перед Отечеством» IV степени (2 ноября 2009 года)[24];
- Орден Александра Невского (23 июня 2011 года) — за заслуги в укреплении обороноспособности страны и многолетнюю активную общественную деятельность[25];
- Орден Почёта (1 июля 2006 года) — за заслуги в укреплении обороноспособности страны и большую работу по патриотическому воспитанию молодёжи[26];
- Орден Жукова (25 апреля 1995 года) — за отличия в руководстве войсками при проведении боевых операций в период Великой Отечественной войны 1941—1945 годов[27].

### Награды СССР
- Герой Советского Союза (28 апреля 1980 года) — за личное мужество и умелое управление войсками, проявленные при оказании интернациональной помощи Демократической Республике Афганистан;
- три ордена Ленина (30 июня 1971 года, 28 апреля 1980 года, 30 июня 1986 года);
- два ордена Красного Знамени (20 апреля 1953 года, 22 февраля 1968 года);
- орден Суворова I степени (6 мая 1982 года);
- орден Отечественной войны I степени (11 марта 1985 года);
- два ордена Красной Звезды (14 января 1943 года[2], 6 ноября 1947 года);
- орден «За службу Родине в Вооружённых Силах СССР» 3-й степени (30 апреля 1975 года);
- медаль «За отвагу» (25.10.1938)[28];
- медаль «За боевые заслуги» (03.11.1944);
- медаль «В ознаменование 100-летия со дня рождения Владимира Ильича Ленина»;
- медаль «За отличие в охране государственной границы СССР»;
- медаль «За оборону Советского Заполярья»;
- медаль «За победу над Германией в Великой Отечественной войне 1941—1945 гг.»;
- юбилейная медаль «Двадцать лет Победы в Великой Отечественной войне 1941—1945 гг.»;
- юбилейная медаль «Тридцать лет Победы в Великой Отечественной войне 1941—1945 гг.»;
- юбилейная медаль «Сорок лет Победы в Великой Отечественной войне 1941—1945 гг.»;
- юбилейная медаль «50 лет Победы в Великой Отечественной войне 1941—1945 гг.»;
- юбилейная медаль «60 лет Победы в Великой Отечественной войне 1941—1945 гг.»;
- юбилейная медаль «65 лет Победы в Великой Отечественной войне 1941—1945 гг.»;
- юбилейная медаль «30 лет Советской Армии и Флота»;
- юбилейная медаль «40 лет Вооружённых Сил СССР»;
- юбилейная медаль «50 лет Вооружённых Сил СССР»;
- юбилейная медаль «60 лет Вооружённых Сил СССР»;
- юбилейная медаль «70 лет Вооружённых Сил СССР»;
- медаль «За безупречную службу» I степени;
- Знак «Участнику Хасанских боёв» (1938).

### Иностранные награды
Награды Демократической Республики Афганистан:
- орден Красного Знамени (1982 год);
- орден Саурской революции (1984 год).

Награды Народной Республики Болгария:
- два ордена «Георгий Димитров» (1985 год, 1986 год);
- орден «Народная Республика Болгария» I степени (1974 год);
- медаль «25 лет Болгарской народной армии» (1969 год);
- медаль «30 лет Победы над фашизмом» (1975 год);
- медаль «30 лет Болгарской народной армии» (1974 год);
- медаль «За укрепление братства по оружию» (1977 год);
- медаль «100 лет освобождения Болгарии от Османского ига» (1978 год);
- медаль «90 лет со дня рождения Георгия Димитрова» (1974 год);
- медаль «100 лет со дня рождения Георгия Димитрова» (1983 год);
- медаль «1300 лет Болгарии» (1982 год);
- медаль «40 лет Победы над фашизмом» (1985 год).

Награды Венгерской Народной Республики:
- орден Знамени ВНР с рубинами (1986 год);
- медаль «За боевое содружество» I степени (1980 год).

Награды Демократической Республики Вьетнам:
- орден Хо Ши Мина (1985 год);
- орден «За воинскую доблесть» I степени (1983 год);

Награды Германской Демократической Республики:
- орден Карла Маркса (1986 год);
- медаль «Братство по оружию» (1980 год);
- медаль «30 лет Национальной народной армии» (1986 год).

Награда Иордании:
- орден Независимости I степени (1977).

Награда Корейской Народно-Демократической Республики:
- медаль «40 лет освобождения Кореи» (1985 год).

Награды Кубы:
- национальный орден «Плайя-Хирон» (1986 год);
- медаль «20 лет Революционных вооружённых сил» (1978 год);
- медаль «30 лет Революционных вооружённых сил» (1987 год).

Награды Монгольской Народной Республики:
- два ордена Сухэ-Батора (1971 год, 1986 год);
- орден Боевого Красного Знамени (1982 год);
- Медаль «30 лет Победы над милитаристской Японией» (1976 год);
- медаль «30 лет Халхин-Гольской Победы» (1969 год);
- медаль «40 лет Халхин-Гольской Победы» (1979 год);
- медаль «50 лет Монгольской Народной Революции» (1972 год);
- медаль «60 лет Монгольской Народной Революции» (1982 год);
- медаль «50 лет Монгольской Народной Армии» (1971 год);
- медаль «60 лет Вооружённых сил МНР» (1982 год).

Награды Польской Народной Республики:
- орден Заслуги II степени (1985 год);
- орден Возрождения Польши, III степень (1968 год) II степень (1971 год).

Награды Социалистической Республики Румыния:
- орден Тудора Владимиреску I степени (1969 год);
- орден «23 августа» (1974 год);
- медаль «30 лет освобождения Румынии от фашизма» (1974 год);
- медаль «За воинскую доблесть» (1980 год).

Награды Чехословацкой Социалистической Республики:
- Орден Клемента Готвальда (18 апреля 1985 года)[29];
- медаль «За укрепление дружбы по оружию» I степени (1972 год);
- медаль «40 лет Словацкого национального восстания» (1985 год);
- медаль «50 лет Коммунистической партии Чехословакии» (1971 год).

Награда Финляндии:
- орден Белой розы I степени (1986 год).

### Неправительственные награды
- Орден святого благоверного великого князя Димитрия Донского II-й степени (РПЦ, 2005 год)[30].

### Почётные звания
- В июне 2001 года, к 90-летию со дня рождения, был удостоен почётного звания «Почётный гражданин Московской области»[31].
- В июле 2001 года, в день своего 90-летия, был удостоен звания «Почётный крымчанин»[32].
- В ноябре 2004 года, был удостоен звания «Почётный гражданин города Евпатория»[33].
- В июле 2011 года, в связи со 100-летием со дня рождения, был удостоен звания «Почётный гражданин Кировской области».

## Память
- В Евпатории имя маршала Соколова носит один из городских скверов, где ему установлен памятник[34].
- В ноябре 2014 года в Котельниче в его честь установлена стела[35].
- В феврале 2018 года была установлена мемориальная доска в честь Сергея Соколова в Москве, по адресу Гранатный переулок, дом 10, строение 1[36],[37].
- В Кирове в парке Победы установлен памятник-бюст Маршалу Советского Союза Сергею Соколову.

- Памятник-бюст Маршалу Советского Союза Сергею Соколову в Кирове (2019 год).
- Памятник Маршалу Соколову в городе Котельнич Кировской области (2020 год).
- Могила Сергея Леонидовича и Марии Самойловны Соколовых на Новодевичьем кладбище.
- Евпатория

## Киновоплощения
- Василий Мищенко (сериал «Крепость Бадабер»)

## Сочинения
- Соколов С. Л. Ленинский стиль в работе военных кадров. — М.: Воениздат, 1983.
- Соколов С. Л. Советское оперативное искусство в кампании 1945 года в Европе // Военно-исторический журнал. — 1975. — № 5. — С. 26—35.

## Рекорды долголетия
- 2 января 2002 года С. Л. Соколов стал старейшим из всех Маршалов Советского Союза, побив возрастной рекорд С. М. Будённого, прожившего 90 лет, шесть месяцев и один день (1883—1973).
- 1 июля 2011 года Сергей Леонидович Соколов стал первым и единственным Маршалом Советского Союза, перешагнувшим столетний рубеж. В связи с этим маршал был внесён в «Книгу рекордов России» в номинации «маршал-долгожитель»[38].